# سانت-يوفيمي
سانت-يوفيمي (بالفرنسية: Sainte-Euphémie)‏ هي بلدية فرنسية تقع في إقليم الآن في فرنسا. رمز إنسي لها هو:1353. أما الرمز البريدي لها فهو: 1600.

## أعلام
- أنطونين رولان